# Occitània del segle XIV al XVII
La història d'Occitània dels segles XIV al XVII es caracteritza per la resistència a la lenta però inexorable incorporació a França i a la pèrdua dels seus estats.

## El Llenguadoc
Després de la desfeta dels càtars, el país restà delmat i arruïnat. El 1295 els burgesos de Carcassona iniciaren una protesta comandats pel francès Bernard Delicieux, però aquest fou empresonat i com a resposta el 1296 hi nomenaren un Lieutenant du Roi. Abans del conflicte, el Llenguadoc tenia aproximadament un milió d'habitants, i la ciutat de Tolosa uns 20.000.
El nom de Languedoc apareix a finals del segle xiii a les actes de les administracions reials franceses per designar les regions Partes Occitaniae Linguae obtingudes pel Tractat de Meaux del 1229 i el comtat de Tolosa incorporat a França el 1271 a la mort d'Alfons de Poitiers, gendre de Ramon VII de Tolosa. El Llenguadoc es repartia en tres senescalies: Carcassona, Tolosa i Beucàire, i incloïa el territori comprès entre el Roine i la Garona Tolosana, amb el Velai, fins a Catalunya. Més tard, es crearen noves senescalies: Roergue, Alvèrnia, Carcin i Albigès.

El regne de França en el segle XV

Entre el 1302 i el 1305 una plaga de fam sacsejà el país, i el 1306 en foren expulsats els jueus, la qual cosa agreujà la crisi econòmica. El 1321 també fou cremat a la foguera a Vila-roja de Tèrmens (Narbona) el darrer predicador càtar, Guilhem Belibasta, la qual cosa significà la desaparició definitiva de la secta a Occitània.
El 1348 el país patí una forta epidèmia de pesta negra procedent de Provença. Fins aleshores, al camp hi havia superpoblació, terres en estat de penúria i empetitiment de les viles, així com escasSetat de mà d'obra que comportava una economia de subsistència. Després de la plaga, es desertitzà l'interior del país i es reduí l'agricultura, alhora que apareixia el bandidatge endèmic (grups com los pastorèls). A causa de l'epidèmia de la Pesta Negra, el 1343 Albi tenia 2.669 focs i baixaria a 1.200 el 1357; Tolosa tenia 30.000 habitants el 1335 i baixaria a 26.000 el 1385, a 20.400 el 1398 i a 19.000 el 1405.
Per altra banda, durant els anys 1357 i 1358 el territori fou arrasat per la Grand Copagnie de l'arxipreste Arnaud de Cervole amb l'excusa d'atacar els anglesos a la Guiana, mentre que Rodrigue de Villandrando ocupà Alvèrnia. Aquest fet provocaria el 1360 la revolta dels tuchins a Alvèrnia i Llenguadoc, pagesos i artesans tips dels impostos i dels bandolers anglesos i francesos que atacaren les viles i castells dels nobles. El 1380 fou enviat per reprimir-ho l'exèrcit del duc de Berry com a Lloctinent reial del Llenguadoc, fet que aprofitaria la vila de Tolosa per revoltar-se contra l'autoritat reial. El 1382 fou sufocada la revolta a tot Llenguadoc, i la vila de Tolosa fou multada pel rei amb 800.000 francs d'or.
En general, el Llenguadoc donà suport als borgonyons contra el rei de França, però el 1420 decidieren canviar l'aliança i donaren suport a Carles VII de França. En agraïment, aquest els concedí uns Estats Generals amb separació els de Llengua d'Oc dels de Llengua d'Oïl. El 1444 aquest parlament s'instal·là a Tolosa, però redactava les actes en francès, i el 1478 s'instal·laria definitivament a Montpeller.
El 1440 s'instal·là a Montpeller el mercader Jacques Coeur, visitador de les gabelles i comissari en els Estats del Llenguadoc. Inicià el comerç amb la Mediterrània amb roba de Normandia i Anglaterra, teles d'Holanda, sedes, orfebreria, espècies i cotó d'Orient. El 1450 s'instal·là a Marsella, època en què els francesos iniciaren la colonització econòmica al Baix Carcin, Roergue i Llemosí. Endemés, el 1463 un incendi devastà la ciutat de Tolosa, raó per la qual fou reorganitzada urbanísticament.
El 1510 Pèire Lancefoc (mort el 1519) de Tolosa creà l'Associació Lancefoc-Cheverry-Serravère per tal de desenvolupar la indústria del pastís, que fou força important durant el període del 1515 al 1540 a la zona del Lauraguès fins a l'Albigès. Se'n feien pans (cocanhas) i tintura blava, la qual va moure un comerç força important a Tolosa i Bordèu. El 1549 fou creada la Borsa de Tolosa, representativa de la forta embranzida econòmica produïda al país durant el segle xvi: els telers de Rodès i lese monedes i orfebreria de Vilafranca, per exemple. Tanmateix, la introducció de l'índigo americà en provocaria el declivi, i a la llarga la ruïna dels nous burgesos occitans, que en serà la causa de l'endarreriment econòmic i de les nombroses revoltes que es produïren en aquest segle i el següent.
Des del punt de vista religiós, el 1555 s'establiren els jesuïtes al país, alhora que els protestants obriren escoles a Nimes (1561), Aurenja (1573), Dia (1603), Montpellier i Montauban.

## Incorporació de la Provença
El 1481 Carles III d'Anjou va vendre els seus drets sobre la Provença al rei de França, però fins al 1487 els Estats Generals no van votar la incorporació a França, i quan ho van fer, ho van fer segons el model confederatiu que garantia el manteniment de l'autonomia. D'aquesta manera, el 1501 es creà a Ais un Parlament que obtenia poders jurídics, polítics i fiscals a Provença, però, això sí, amb funcionaris francesos.
Del 1524 al 1544 fou atacada per l'emperador Carles V, qui el 1524 entrà a Ais i assetjà infructuosament Marsella. Després d'aquest fet, Francesc I de França castigà els provençals que s'hi havien sotmès. El 1527 Carles V atacà de nou per mar, i el 1536 fins i tot desembarcà a Ais per proclamar-se Rei d'Arle, però tornà a fracassar davant Marsella.
Per l'Edicte de Jovainville del 1555, se suprimiren els jutjats de primera instància de comtat, i el país fou dividit en senescalies, a l'estil francès, alhora que es limitava l'exercici del poder parlamentari. Finalment, el 1547, el rei de França sancionà definitivament la unió franco-provençal. El 1552 fou nomenat un Tresorer Reial a Ais, seu dels Estats Provençals, i el 1555 la Cambra d'Ais esdevé Tribunal de Comptes.
Però aquestes mesures xocaren amb les ànsies particularistes del consolat de Marsella. D'antuvi la noblesa provençal, dirigida per Cristina Daguerre, comtessa de Saut, el 1589 cridà Carles Manuel I de Savoia, qui fou nomenat comte de Provença en nom de la Lliga Catòlica amb el suport del Parlament d'Ais per oposar-se a Enric IV de França, protestant. Tanmateix, el 1590 Enric IV es convertí al catolicisme, i el moviment s'esvaí. Així i tot, el 1591 es produí la secessió del Consolat de Marsella, que es proclamà República, amb el suport de Castella, i dirigida pel proclamat dictador Carles Calsaulx, cap de la Lliga Catòlica, qui ordenà instal·lar una impremta oficial i feu venir Mascaron d'Avinyó. D'aquesta manera s'editarien alguns clàssics provençals. El Consolat marsellès resistí fins a l'assassinat de Calssaux el 1596. Quan es van rendir, Enric IV va suprimir el consolat i la ciutat de Marsella fou ocupada pel governador francès Guillaume du Vair.
Niça, en poder dels Savoia, el 1543 fou setjada per francesos i turcs perquè era aliada de l'Imperi, i resistí l'intent d'ocupació mercè l'aixecament ciutadà dirigit per Caterina Segurana. Com a llengua, el 1562 s'hi imposaria l'italià, malgrat l'edició d'un diccionari occità per Joan Badat (1516-1567). I finalment, el 1588 Joan de Breuil infeudaria Niça a Savoia de manera que conservaria les llibertats, franquícies i llengua pròpia, encara que influïda per l'italià, fins a començaments del segle xix.

## Humanisme i guerres de religió
Durant el segle xvi el territori occità fou un centre d'impulsió del modernisme humanista amb influència italiana i llatina. El College de Guyanne, a Bordeus, amb André de Gouvéa i Joan de Gelida, formà els famosos humanistes perigordians Miquèu Eyquem, senyor de Montaigne (1533-1592), autor d'Essais (1572-1592) i Etienne de la Boétie (1530-1563) traductor de Xenofont, Aristòtil i Plutarc, i autor del Discours de la servitude volontaire ou contr'un (1576), fort al·legat contra la tirania, i el guianès Clément Marot (1496-1544), secretari de Francesc I i exiliat a Itàlia que introdudí a França el sonet italià, així com d'altres com Joseph Scaliger, Elie Vinet, Salluste du Bartas, Brântome i, uns segles més tard, Fenélon i Montesquieu. A Limòtge destacarien Jean Dorat (1508-1588), preceptor dels fills d'Enric II i autor d'una Poematia (1586) en llatí, francès i grec, i Marc-Antoine Muret (1526-1586), mestre de Montaigne, amb Juvenilia (1552) i Hymnorum sacrum liber (1576). A la Provença, destacaren els germans Joan de Nostra Dama (1507-1577) procurador del Parlament de Lió i autor de les Vies des plus cèlebres et anciens poétes provençaux (1575) inicialment escrita en provençal però acabada en francès, i César de Nostra Dama (1555-1629), cronista oficial de Provença i autor d'Histoire et chronique de Provence; el 1555 Vasquin Philieul d'Ais traduiria al francès les obres de Petrarca, de la mateixa manera que ho van fer el baró d'Oppéde i Enric d'Angulema. A Bearn, també destacarien el poeta en francès Bernard du Poey de Montclar, autor de les Odes du grave, fleuve en Béarn (1551) i Joan-Enric de Fondevila (1633-1703) autor bilingüe de Calvinisme en Béarn, que no fou publicat fins al 1880, i Pastorale du paysan, que no fou publicat fins al 1761.
Seguint aquest exemple, també es fundarien col·legis majors a Tornon (1536), Auish (1543), Clarmont (1555) pel bisbe Guilhem Dupart, Pàmias (1558) i Lo Puei (1588), endemés de les escoles dels jesuïtes de Tolosa.
Cap al 1530 arribaria al país el moviment escèptic de l'Escola de Pàdua, que facilitaria durant el període del 1528 al 1532 l'expansió del luteranisme al Baix Llenguadoc, mercè els oficis de Gerard Roussel i Lefevre d'Etaples, que foren protegits per la cort de la reina Margarida de Navarra a Nerac. Per la seva banda, els calvinistes convertiren les regions de Nimes-Usés-Alès, la vall de l'Erau, la Roergue (llevat Rodès), Montalban i fins i tot aconseguirien la conversió del rei de Navarra Joan d'Albret. Aquesta expansió fou facilitada pel fort anticlericalisme dominant a Occitània i per la desconfiança generalitzada envers Roma.
Aquest fet provocaria la reacció catòlica que va encendre les guerres de religió del període 1547-1574. El partit catòlic, anomenat Ligue Catholique, fou dirigit pel gascó Blaise de Montluc i pel provençal Pontevès-Flassancs, i s'enfrontaria a la Union Protestant, de caràcter antimonàrquic i federal, i dirigida pel príncep de Condé i pel rei de Navarra. El conflicte semblà apaivagar-se amb la Pau d'Amboise del 1563 i el nomenament del protestant Enric de Navarra com a hereu de la corona francesa, però la Matança de la Nit de Sant Bartomeu desfermà la guerra un altre cop. Finalment, Enric III de Navarra esdevindria rei de França el 1589 amb l'única oposició dels ducs de Joiosa, atrinxerats al Llenguadoc i que es rendiren a Tolosa el 1596. Per contra,els francesos aprofitarien aquest període per abolir els drets del Llemosí el 1531 i els del Delfinat el 1560.

## El regne de Navarra, darrer reducte occità
Caterina I de Navarra (1483-1518) fou la successora del seu germà Francesc Febus, i es casà amb el noble bearnès Joan d'Albret. Va seguir una política filofrancesa que provocaria que el rei de Castella i Aragó, Ferran el Catòlic, en conxorxa amb el Papa de Roma, invadís la part peninsular de Navarra, i que el 1510 el rei francès intentés annexar-se el Bearn. D'aquesta manera, el regne restaria reduït al Bearn, Foix, Iparralde i els altres feus gascons, tot i que conservaria el nom de Regne de Navarra.
El seu fill Enric II de Navarra (1513-1555) fou també comte de Foix i d'Armanyac, intentaria recuperar la part peninsular el 1521, però no trobà suport, i el 1526 fou empresonat amb Francesc I a Pavía. Per això, el 1527 va obtenir la Gasconya i Roergue, i el 1530 el rei de França va reconèixer la independència bearnesa com a estat independent i protestant on el gascó era llengua oficial. Instituí els Fors (Organització Foral), que tenien els Syndicats com a poder electiu, i uns Estats que es componien del Cour Majour (per als barons) i el Cour dels Communautes. Tanmateix, el cap del parlament bearnès era nomenat pel rei de França. Alhora, el 1538 va establir un cens de les propietats, una impremta (que promourà la publicació d'obres en gascó i basc), un exèrcit propi i una Cambra de Comptes. Totes aquestes institucions seran regulades amb la publicació el 1552 dels Fors et Costumas de Bearn.
La seva successora, Joana II de Navarra (1555-1562) es casà amb Antoni I, duc de Vendôme i lloctinent de França, cosa que l'aproximarà a les posicions franceses. Es produí un renaixement literari en occità i la cort antiga d'Ortès s'instal·la a Pau.
El darrer rei fou Enric III (1562-1610), més tard Enric IV de França, el 1564 va fer publicar Styl de la Justicy deu Pays de Bearn, i promourà les obres públiques, així com el comerç amb Lisboa, Sevilla i Barcelona. El 1566 va fer obrir una escola protestant a Ortès, però el 1572 es convertí al catolicisme per tal d'accedir al tron de França. El 1576 tornaria a unir Gasconha i Roergue, però hagué de fugir de París i traslladaria la cort a Nérac. Esdevindria una mena de rei de Gascunya i venceria als protestants a Caurs (1580) i Courtras (1587). El 1584 fou declarat definitivament hereu del tron francès, al qual no accediria oficialment fins al 1589. Integraria definitivament el Bearn i la Gascunya a França, però hagué de sufocar una revolta de pagesos.

## Elseglexviii el "problema occità"
Durant el període de govern d'Enric IV es produí un fort desenvolupament econòmic, alhora que una forta presència dels gascons a la cort de París: Adrià de Montluc fou nomenat lloctinent al País de Foix i conseller particular del rei; Antòni de Roquelaure, lloctinent reial a la Guiana, i els Montmorency-Damville, governadors del Llenguadoc. I pel que fa a l'economia, des del 1600 fou introduïda la vinya al Llenguadoc i a Besiers, de manera que a poc a poc substituí al blat en les exportacions del país, i des del 1636 s'introduiria també el conreu del mill a tot Aquitània, important com a farratge. Per augmentar les terres de conreu, el 1642-1649 l'enginyer Van Ens va dessecar les marismes d'Arle i Tarascó (Provença), de manera que aquestes terres esdevingueren útils per al conreu. Més tard, el 1680, Grizot portaria d'Anglaterra el primer teler a Nimes, bressol d'una futura indústria tèxtil, alhora que el 1681 s'inauguraria el Canal de les Dues Mars.
El país del Llemosí fou objecte de diverses revoltes antireials. Per una banda, hi hagué les insurreccions dels croquants, provocada per la misèria produïda per l'augment dels impostos, i que s'estendria al Perigord i al Carcin. La primera d'elles, el 1594, acabà amb una baixada general dels impostos; la segona, el 1624, amb l'execució dels seus caps, Donat i Barran; i la tercera, el 1636, amb una amnistia general. Per una altra, el 1602, la conspiració de Turenne, la qual cosa comportaria l'abolició definitiva dels drets al Llemosí i a la Marca incorporada el 1531 pels Borbons.
La gravetat del problema, però, es mostrà en el gran debat sobre el protestantisme als Estats Generals del 1614, ja mort Enric IV, i on també es proposà per primer cop l'anul·lació de l'autonomia bearnesa. Ja la gran majoria d'intel·lectuals occitans s'expressaven en francès, com el poeta gascó Theophile de Viau (1590-1626), autor de Le parnasse satirique (1623), l'humanista bordelès Isaac de la Peyrère (1600-1676) perseguit per la inquisició castellana des del 1655 per sostenir que existí vida humana abans d'Adam, i el perigordià Fenelon (1651-1715). El 1640 Pèire de la Marca (1594-1662), president del Parlament de Pau des del 1622 i conseller d'estat per a la Pau dels Pirineus (1659) va compondre una Histoire du Béarn en francès, i hi associa el futur del país al de França.
El 1619 es produí un alçament dels protestants bearnesos que fou reprimit el 1620 amb l'entrada en persona del mateix Lluís XIII a Pau. Més important, però, fou l'aixecament a Privas (Llenguadoc) del bretó Henri de Rohan (1579-1638), cap del partit protestant des del 1611. El rei aconseguí de reprimir l'alçament a Montalban, Sant Antonin-Nòblaval, Lairac. Nérac, Castèlhgelós i Montpelhièr el 1622, però Rohan es tornaria a rebel·lar el 1625-1626 i el 1627-1629. Per aquest motiu el rei Lluís XIII dictà el 1628 l'Edicte de Nimes, pel qual els protestants perderen llur autonomia política, i finalment el 1629 el rei i Rohan signarien la Pau d'Alès, que suposava el desmantellament de totes les fortaleses d'Occitània.
Tanmateix, la promulgació de l'Edicte dels Elegits el 1630, mercè el qual retirava als Estats Provincials i als agents del país el repartiment i percepció d'impostos, crearia un nou clima de descontentament, agreujat per les plagaues de fam i pesta, així com per una forta alçada de preus. Així les coses, es produïren dos aixecaments importants.
Per una banda, el 1630 Laurent de Coriolis dirigí a la Provença l'alçament dels cascavèus (cascabells) fins a la seva repressió el 1632. Per l'altra, es produí la conspiració contra el rei de Gastó d'Orleans amb el suport d'Enric II de Montmorency (1595-1632), governador general del Llenguadoc des del 1613. Es tractava d'una revolta de caràcter federal i un xic anacrònica, que suposà la sublevació de tot el Llenguadoc, la Marca, el Llemosí i la Gasconha. Però foren vençuts l'u de setembre del 1632 a Castelnaudari. Ferit i presoner, Montmorency fou executat a Tolosa el 30 d'octubre del mateix any. Durant el conflicte va rebre el suport de Montpelhièr i Tolosa pel conflicte que mantenien els Estats contra Richelieu, però no pas de Nimes ni de Narbona.
El fracàs d'aquesta revolta provcoaria la liquidació de les classes dirigents occitanes. El nou lloctinent general, Schömberg, va fer empresonar el 1637 Adrià de Montluc per ordre de Richelieu. Mancada del suport de les classes dirigents, la llengua occitana se'n ressentí. I el següent governador del Llenguadoc, el príncep de Conti (1653-1657) ja no protegiria cap escriptor occità, i fins i tot farà venir a Tolosa escriptors francesos, com Molière i d'altres.
El ressò d'aquestes revoltes provocaria a París un seguit d'obres ltieràries fortament antioccitanes. Agrilppa d'Aubigné escriví Aventures du Baron de Faeneste (1617-1620) on oposa l'ésser (homme d'oil) a semblar ésser (homme d'oc). Va tenir el suport del provençal François de Malherbe (1555-1628) i pel mateix Molière, autor del Monsieur de Pourceaugnac on fa burla de la "barroeria llemosina".
El 1639 foren susprimits els Estats Provincials de la Provença, tot i que el Parlament es va mantenir fins al 1771. 	Continuaren, però, les revoltes. El 1645 es produí una nova insurrecció a tota Aquitània i Montpellier contra la fiscalia reial. Els rebels es van fer forts tres dies a la vila, però hi foren sotmesos i s'inciaria una forta repressió. Endemés, el rei dictaria el 1648 l'Edicte del Rescat, pel qual se suspenia durant quatre anys el salari dels diputats dels parlaments regionals. El de Bordèu ho rebutjà i s'iniciaria l'alçament anomenat de la FRONDA, en connexió amb d'altres d'arreu de França, i que gaudí del suport del príncep Louis II de Borbon-Condé (1621-1686), qui marxaria a Guiana ressentit contra Mazzarino i hi rebrà el suport de l'Ormée, milícia republicana bordelesa que dirigirà contra París. Nogensmenys, fou vençut per Turenne el juliol del 1652 i hagué de marxar a l'exili. Tot i així, durant els períodes del 1648 al 1650 els exèrcits reials saquejaren la Gasconha per tal de reduir els rebels. I finalment, el 1675 es produiria l'exili definitiu dels parlamentaris de Bordèu.
Durant el 1655-1660 esclatà una altra revolta frondista a Marsella, dirigida pel cònsol Gaspard de Glandevès-Niozelles, quan el rei intentà substituir il·legalment els cònsols, i impediren l'entrada al port marsellés de la galera del cavaller de Vendôme. Lluís XIV en persona dirigiria l'assalt final a la ciutat, i hi va fer construirla fortalesa de Sant Joan per tal de vigilar la ciutat, raó per la qual rebé el nom de ciutadella. Endemés, durant el 1665-1666 s'establí un Tribunal Reial a Clarmont per tal de suprimir definitivament els nobles que havien participat en els alçaments frondistes, això sí, amb gran alegria del poble. També el bandolerisme endèmic faria estralls; un dels bandolers més coneguts fou Marcoman, qui assolaria Arle, Erau i Aude i vencé sovint les tropes reials fins que fou atrapat i executat a Ais el 1667.
Com a colofó, el 1685 fou revocat l'Edicte de Nantes, cosa que obligaria els protestants francesos a canviar de fe o a anar-se'n. Això provocaria ja en el segle següent esclats de violència com la revolta dels camisards del Cevenol. Vist el que ha passat en aquest segle, podem analitzar les causes de la manca d'un futur nacionalisme occità:
- - La burgesia deixa d'elaborar valors de civilització.
  - Només apareix un localisme de perspectives reduïdes (com a Marsella) o bé de caràcter reaccionari (com a Tolosa).
  - Transformació de les èlites, que esdevenen conservadores en defensa de llurs privilegis, i anquilosen la vida econòmica.
  - Els escriptors prenen els models francesos i abandonen la vida nacional ètnica (com Montaigne o La Boëtie). La separació entre èlites i ètnia farà que la literatura produïda en aquest període sigui dialectal i es perdi el sentiment d'identitat col·lectiva (per exemple, de l'expressió bretona bar ha gwin "pa i vi" es formarà l'expressió francesa baragouin "argot".

Les conseqüències d'aquests fets arrossegaran Occitània cap a la manca d'un model nacional oposat al francès.